# Christian Pouga
Christian Pouga (Douala, 19 giugno 1986) è un ex calciatore camerunese, di ruolo attaccante.

## Carriera

### Club
Ha giocato nella massima serie dei campionati svizzero, portoghese, rumeno e belga. Con lo Zurigo conta una presenza in Champions League, mentre con il Vaslui conta 2 presenze in Europa League.